# Lophoceros
Genre
Lophoceros est un genre d'oiseaux de la famille des Bucerotidae. Il comprend un certain nombre d'espèces de calaos africains (voir ci-dessous).

## Taxinomie
À la suite des travaux phylogéniques de Gonzalez et al. (2013), le Congrès ornithologique international (dans sa version 4.4, 2014) réorganise la famille des Bucerotidae et déplace sept espèces du genre Tockus et les place dans ce genre qui est ressuscité pour l'occasion.

### Liste des espèces
D'après la classification de référence (version 14.2, 2024) du Congrès ornithologique international (ordre phylogénique) :
- Lophoceros bradfieldi (Roberts, 1930)– Calao de Bradfield
- Lophoceros alboterminatus Büttikofere, 1889 – Calao couronné
- Lophoceros semifasciatus (Hartlaub, 1855) – Calao brévibande
- Lophoceros fasciatus (Shaw, 1812) – Calao longibande
- Lophoceros hemprichii (Ehrenberg, 1833) – Calao de Hemprich
- Lophoceros nasutus (Linné, 1766) – Calao à bec noir
- Lophoceros camurus (Linné, 1766) – Calao pygmée
- Lophoceros pallidirostris (Sundevall, 1850) – Calao à bec pâle